# 安芸坂氏
坂氏（さかし、さかうじ）は、日本の氏族のひとつ。安芸国の戦国大名毛利氏の庶家、坂氏の一族が著名。

## 安芸坂氏
安芸国毛利氏の一族で、毛利親衡とその二男匡時が日下津城により、その子孫が代々、安芸国高田郡坂村を領して、その地名より坂氏を称したことに始まる。
毛利豊元・煕元の代に、毛利氏の庶家で最大の勢力を誇る麻原氏を滅亡に追い込み、その次の勢力であった坂氏を毛利氏執権として、毛利氏の支配制度の中に組み込んでいった。その後は坂広秋、坂広明が執権として権力を奮ったが、毛利元就の家督相続に絡み、坂氏は勢力を落とすこととなった。
1523年(大永3年)に毛利幸松丸の死去によって、重臣15人は毛利元就に家督相続を要請した。これには、坂氏の分家出身で、執権であった志道広良の強い意志があり、広良の主導によって、成しえたものであった。しかし、これに不満を持つ坂広秀らは、謀反の計画を立て、元就の弟・相合元綱を擁立しようと企み、最終的には元就によって誅殺された。
坂氏の嫡流は志道広良の子志道元貞が継承。広秀の子・坂元祐は平賀隆宗を頼って落ち延び、後に帰参して毛利家臣となり別家を立てた。江戸期に坂氏の一族は、元貞と元祐の系統など大組に2家、無給通に2家、他に萩藩の重臣の家臣に陪臣として2家、徳山藩に庶子家がある。

### 家系図
```
毛利親衡

　 ┣━━━━┓
 
坂匡時
　 
毛利元春

 　┃
  
匡家
(匡時と同一人物?)
 　┣━━━━┓
　
広秋
　　　
貞景

 　┣━━━━━━━━━━━━━━━━━━━━━━━━━━━┳━━━━┳━━━━┓
　
広明
　　　　　　　　　　　　　　　　　　　　　　　　　　
広時
　　
光永秀時
　
志道元良

 　┃　　　　　　　　　　　　　　　　　　　　　　　　　　　┃　　　　┃　　　　┣━━━━━━━┓
 
桂広澄
 　　　　　　　　　　　　　　　　　　　　　　　　　
広秀
　　　
元方
　　  
広良
　　　  　
口羽通良

　 ┣━━━━━━━━━━━━━━━━━┳━━┳━━┓　　　┝━━┓　　　　　　┣━━━┓　　　┃
　
元澄
　　　　　　　　　　　　　　    
元忠
　
就延
　
保和
　　
元貞
　
元祐
　　　　　
広長
　　
坂元貞
　
春良

　 ┣━━┳━━┳━━┳━━┳━━┓　　┣━━┳━━┓　　　　　　　　　　　　　┣━━━┓　　　　
　
元延
　
元貞
　
元親
　
景信
　
広繁
　
元盛
　
就宣
　
隆正
　
就忠
　　　　　　　　　　　　
元保
　　
良泰

　 ┃　　　　　　　　　　　┃　　　　　┃　　┏━━┫　　　　　　　　　　　　　┣━━━┓
　
元重
　　　　　　　　　　
繁次
　　　　
元綱
　
忠行
　
広利
　　　　　　　　　　　　
元規
　　
元縁

　 ┃　　　　　　　　　　　　　　　　　　　　　　　┃
　
元相
　　　　　　　　　　　　　　　　　　　　　　
元堅
```